# Elina Born (album)
Elina Born – debiutancki album studyjny estońskiej piosenkarki Eliny Born wydany 19 maja 2015 roku nakładem wytwórni Star Management.

## Nagrywanie
Sesja nagraniowa płyty odbyła się w 2015 roku w Downtown Studios w Tallinnie, gdzie materiał został także wyprodukowany oraz zmiksowany. Za produkcję albumu odpowiadają Fred Krieger, Stig Rästa i Vallo Kikas, którzy napisali także wszystkie utwory z krążka.

## Single
Pierwszym singlem zapowiadający album został utwór „Enough” wydany 15 grudnia 2012 roku.
16 listopada 2013 roku premierę miał drugi singiel zwiastujący debiutancki album piosenkarki – „Miss Calculation”. 
Trzecim singlem z płyty została piosenka „Mystery”, która została wydana 18 sierpnia 2014 roku. 
8 stycznia 2015 roku ukazał się czwarty singiel z płyty – „Goodbye to Yesterday”, który Born nagrała w duecie ze Stigiem Rästą. Utwór wygrał finał krajowych eliminacji eurowizyjnych Eesti Laul 2015, dzięki czemu reprezentował Estonię w 60. Konkursie Piosenki Eurowizji organizowanym w Wiedniu. W finale widowiska zajął ostatecznie siódme miejsce ze 106 punktami na koncie.
Piąty singiel z płyty – „Kilimanjaro” – ukazał się 18 sierpnia 2015 roku.

## Lista utworów
Sporządzono na podstawie materiału źródłowego.
| Nr  | Tytuł utworu                              | Słowa                                | Muzyka                              | Długość |
| --- | ----------------------------------------- | ------------------------------------ | ----------------------------------- | ------- |
| 1.  | „Untraceable”                             | Fred Krieger                         | Stig Rästa, Vallo Kikas             | 3:31    |
| 2.  | „Miss Calculation”                        | Fred Krieger, Stig Rästa             | Stig Rästa                          | 3:28    |
| 3.  | „Kilimanjaro”                             | Stig Rästa                           | Stig Rästa, Vallo Kikas             | 3:55    |
| 4.  | „Enough”                                  | Fred Krieger, Stig Rästa             | Stig Rästa                          | 3:10    |
| 5.  | „Mystery”                                 | Fred Krieger, Stig Rästa, Stig Rästa | Elina Born, Stig Rästa              | 3:56    |
| 6.  | „Burned By the Sun”                       | Fred Krieger                         | Fred Krieger                        | 3:58    |
| 7.  | „Crazy for You”                           | Stig Rästa                           | Stig Rästa, Vallo Kikas             | 3:50    |
| 8.  | „Fall with Me”                            | Elina Born, Fred Krieger             | Elina Born, Stig Rästa, Vallo Kikas | 4:06    |
| 9.  | „Goodbye to Yesterday” (ze Stigiem Rästą) | Stig Rästa                           | Stig Rästa                          | 2:59    |
| 10. | „Weekend Wars”                            | Fred Krieger, Stig Rästa             | Stig Rästa                          | 3:39    |
|     |                                           |                                      |                                     | 36:32   |

## Twórcy
Sporządzono na podstawie materiału źródłowego.
- Elina Born – śpiew
- Stig Rästa – kompozycja, słowa, aranżacja, produkcja, instrumenty, śpiew (w utworze „Goodbye to Yesterday”)
- Vallo Kikas – kompozycja, słowa, aranżacja, produkcja, instrumenty, miksowanie, mastering
- Fred Krieger – słowa, produkcja
- Ago Teppand – aranżacja, miksowanie, mastering
- Tõnis Kivisild – gitara basowa
- Eric Kammiste – gitara
- Maarja-Liis Ilus – wokal wspierający (w utworze „Burned By the Sun”)
- Elis Swistunowa – projekt okładki i książeczki
- Stina Kase – fotografia